# Сутовские
Сутовские (пол. Sutowski) — старинный дворянский род герба Побуг.
Побуг - один из старейших и наиболее почетных гербов Речи Посполитой.
По мнению профессора краковского университета Ф. Пекосинского, герб «Побуг» известен с VIII – IX вв., и имеет руническое происхождение. Изначально этот герб принадлежал младшей ветви правящей в Польше до Пястов княжеской династии Попел. С XII века род Побуг активно участвовал в развитии польского государства. В 1190 году шляхтичи герба Побуг принимали участие в победоносном крестовом походе против племен язычников Пруссии и Ятвягии под командой Казимира Второго. За усилия рода в распространении христианства Папа Римский Бенедикт VIII даровал крест на герб, а за верную службу польский король Болеслав I Храбрый утвердил дар Папы Римского и добавил в нашлемник герба изображение гончего пса, повернутого вправо. Так и сформировалось принятая в геральдике форма данного герба.
С расширением Польского государства происходит дробление рода, имевшего право на герб Побуг на отдельные семьи, которые стали именоваться по названию подконтрольной им территории. Все они использовали герб Побуг. Одна из таких семей получила фамилию Сутовский (Sutowski). 
В 1410-м  Побуг клан участвовал в наибольшем и самом знаменитом сражении в Европе в это время, в Грюнвальдском (Grunwald-Tannenberg), где польские и литовские армии одержали победу над Тевтонским Орденом. Воинов семей возглавлял воевода Якуб Конецпольский (Jakub Koniecpole), палатин Серадза (palatinus Sieradz). Грюнвальдская битва (Танненбергская, 15 июля 1410) — решающее сражение «Великой войны» 1409—1411 между Польшей, Великим княжеством Литовским, с одной стороны, и Тевтонским орденом — с другой.

## Описание герба
В голубом поле (первоначально в красном поле) серебряная подкова с золотым кавалерским крестом на дуге. В клейноде над шлемом в короне половина серебряной борзой вправо.